# Фундоси
Фундоси (яп. 褌, букв. «набедренная повязка») также Ситаоби (яп. 下帯, букв. «нижнее оби») — традиционное японское мужское и женское нижнее бельё. Обычно представляет собой длинную ленту ткани, обёрнутую вокруг талии, пропущенную между ног и заправленную или завязанную сзади.

## История
Согласно найденным в археологических раскопках ханива (глиняным фигуркам) периода Кофун (250—538), фундоси находятся в обиходе с древнейших времён. Если изначально фундоси изготавливались из льняной ткани, то, начиная с периода Эдо (1600—1868), более популярным материалом стал хлопок. Самураи и японская аристократия предпочитали фундоси из шёлка.
Существовало несколько разновидностей фундоси:
- Рокусяку (яп. 六尺) — наиболее популярный тип, названный так из-за своей длины в шесть сяку (~1,8 м) и состоявший из единой неразрывной полосы ткани.
- Эттю (яп. 越中 эттю:)
- Мокко (яп. 畚)

В период Сёва (1926—1989) фундоси постепенно уступили место нижнему белью западного образца.
Сегодня фундоси используются в основном только как элемент фестивалей-мацури.